# Народна библиотека Брус
Народна библиотека Брус је једна од јавних установа општине Брус, настала је из читалишта које је основано 1871. године. Примарна делатност библиотеке је прикупљање, обрада, чување и давање на коришћење библиотечко-информационе грађе.

## Историјат
На оснивању читалиште је имало 10 књига, 4 часописа, 2 слике већег формата и 19 учлањених особа. Године 1978. Библиотека је добила свој стални простор у Центру за културу Брус у просторијама површине 579m²  . Располаже са фондом од преко 31.941 јединица библиотечке грађе и најсавременијом библиотечком опремом.

## Библиотека данас
Библиотека је носилац највећег броја дешавања из области културе у граду и општини Брус. Организатор је многобројних програма као што су књижевне вечери, промоције, изложбе, предавања, литерарни конкурси, изложбе, трибине, музичко сценски наступи и разне друге манифестације, а од 2010. године обавља издавачку делатност и до сада је објавила више монографских публикација. Народна библиотека годишње упише од 600 до 800 чланова, а дневна фреквенција је од 30 до 60 корисника. 
Радници Народне библиотеке Брус сваке године учествују на стручно научним скуповима. Рад одељења је организован преко: позајмног, дечјег са читаоницом и интернет читаоницом, научног са читаоницом и салом за културно образовне програме и завичајног одељења. Библиотечко одељење је компјутеризовано. Народна библиотека Брус је од 2008. године започела електронску обраду – унос података у COBISS базу и закључно са 18. јулом 2019. године комплетан унос је завршен. Такође од 8. маја 2019. године започета је и COBISS позајмица читаоца.
Захваљујући Министарству културе и информисања које је одобрило средства за пројекат Народне библиотеке Брус „У сусрет дигиталној библиотеци” у 2019. години ушли је у процес дигитализације завичајне збирке.